# Acestridium gymnogaster
Acestridium gymnogaster är en fiskart som beskrevs av Roberto Esser dos Reis och Lehmann A. 2009. Acestridium gymnogaster ingår i släktet Acestridium och familjen Loricariidae. Inga underarter finns listade i Catalogue of Life.